# Салемово (мини-серија из 1979)
Салемово (енг. Salem's Lot) познато и као Салемово: Филм, Салемово: Мини-серијал и Вампири из Салема је америчка хорор мини-серија из 1979. године коју је режирао Тоб Хупер а написао Пол Монаш по истоименом роману Стивена Кинга. Салемово је у почетку замишљено као филмска адаптација романа, али је по налогу продуцента Ричарда Кобрица, филм претворен у дводелну мини-серију која је емитована на телевизијском каналу CBS (транск. Си-Би-Ес) у периоду од 17. до 24. новембра 1979. године. Након емитовања мини-серија је преуређена у трочасовни филм.
Радња мини-серије, као и радња романа, прати писца Бена Мирса који се враћа у свој родни градић Салемово где становници постају инфицирани и повампирују се након доласка мистериозног Курта Барлоуа. Постава мини-серије је ансамблска и сачињавају је, између осталог, Дејвид Соул, Џејмс Мејсон, Ленс Кервин, Бони Бедела, Лу Ерс и Фред Вилард у једној од његових најранијих улога.
Реакције критичара на Салемово су биле претежно позитивне, и оно се сматра једном од најбољих адаптација Кингових романа. Салемово је добило наставак осам година касније, телевизијски филм Повратак у Салемово, али је он био критички и комерцијални неуспех.

## Улоге

### Главне улоге
- Дејвид Соул — Бен Мирс
- Ленс Кервин — Марк Петри
- Бони Бедела — Сузан Нортон
- Џејмс Мејсон — Ричард Старкер
- Лу Ерс — Џејсон Бурк
- Ед Флендерс — Бил Нортон
- Фред Вилард  — Лери Крокет
- Џули Коб — Бони Сојер

### Споредне улоге
- Реџи Налдер — Курт Барлоу
- Кенет Мекмилан — Паркинс Гилезби, шерифов помоћник
- Џефри Луис — Мајк Рајерсон
- Барни Мекфеден — Нед Тибитс
- Мери Виндзор — Ева Милер
- Бони Бартлет — Ен Нортон
- Џорџ Зандза — Кули Сојер
- Елиша Кук млађи — Гордон Филипс надимак „Ласица”
- Клариса Кеј — Марџори Глик
- Нед Вилсон — Хенри Глик
- Барбара Бабкок — Џун Петри
- Џошуа Брајант — Тед Петри
- Џејмс Галери — Велечасни Калахан
- Бред Севиџ — Дени Глик
- Рони Срибнер — Ралфи Глик

### Кастинг
Кастинг мини-серије радили су извршни продуцент Ричард Кобриц и режисер Тоб Хупер по препорукама које су им давали представници Warner Bros. Television продуцентске куће.
За главну улогу писца Бена Мирса одабран је британски глумац и певач Дејвид Соул, који се пар година раније прославио у главној улози у култној серији Старски и Хач. Улогу главног негативца попунио је британски глумац Џејмс Мејсон, који је био одушевљен квалитетом сценарија за којег је сматрао да је супериорнији од оног који је написан за вампирски филм Дракула који је излазио у слично време. Мејсонова жена, глумица Клариса Кеј, придружила се постави у улози Марџори Глик. Хупер, који је имао тенденцију да се шали са својим кастингом, кастовао је Елишу Кука млађег и Мери Виндзор у улогу пара сличну оној коју су глумили у филму Узалудна пљачка Стенлија Кјубрика двадесет и три године раније.

Улогу главног негативца романа, Курта Барлоуа, попунио је амерички глумац Реџи Налдер, који је раније имао успеха у филмовима Манџурски кандидат и Човек који је превише знао. Реџијев мршав стас и високе јагодице уштеделе су продукцији на шминки и специјалним ефектима при креирању монструозног Курта Барлоуа. Дејвид Соул је о њему рекао:
„Реџи Надлер... Рођен је за ту улогу! Он је радио у Холивуду дуго дуго. Био је лик који је само балавио. Био је чудновати карактер који је изгледао исто као Барлоу. Мислим био је само обичан лик, али кад је ставио шминку.... Уф!”
Писац оригиналног романа на којем је серија базирана, Стивен Кинг, био је задовољан кастингом свих глумаца осим Реџија Налдера за којег је рекао да је „јако ружан” и чија му се трансформација у вампира визуелно базираног на грофа Орлока из култног немог немачког филма Носферату, није допала уопште. Реџи Надлер није био одушевљен улогом и захтевном шминком која је морала да се нанесе на његово лице и тело пред снимање, али је прихватио понуду режисера Тоба Хупера због новца који му је понуђен: „Шминка и сочива били су болни али сам се и на њих навикао. Од свега су ми се највише свиђале паре.” Налдер и Мејсон су били на „листи жеља” продуцента Ричарда Кобрица при кастовању филма.